# メゾン・ド・イーコエの2h
『A&G ARTIST ZONE メゾン・ド・イーコエの2h』（メゾン・ド・イーコエのにエッチ）は、2015年1月5日から2015年3月30日まで文化放送超!A&G+で放送されていた番組。パーソナリティは長妻樹里とMachico、アシスタントは西山宏太朗。

## 概要
文化放送 超!A&G+にて2014年12月29日まで続いていた A&G ARTIST ZONE i☆Risの2hの後番組として、2015年1月5日より同時間帯枠で開始される。
声優ばかりが集まるマンション"メゾン・ド・イーコエ"という架空の設定を舞台にしている。

## パーソナリティ
長妻樹里
プロ・フィット所属の声優で、歌手としてのレーベルはZERO-A。メゾン・ド・イーコエ812号室の住人という設定。
Machico
ホリプロ所属の声優で、歌手としてのレーベルはNBCユニバーサル・エンターテイメントジャパン。

### アシスタント
西山宏太朗
81プロデュース所属の声優。番組開始の時点でA&G ARTIST ZONE 2hの月曜および火曜の番組のアシスタントを務めており、アシスタント業務は前番組からの引継ぎとなる。

### 放送時間
2015年1月5日 - 2015年3月30日
月曜日 19:00 - 21:00（リピート放送：火曜日13:00 - 15:00）